# Kamp Haaren
Kamp Haaren (Duits: Polizei- und Untersuchungsgefängnis Lager Haaren), was van 1941 tot en met 1944 als gijzelaarskamp en huis van bewaring in gebruik bij de SD. Het was gevestigd in het grootseminarie Haarendael in de Nederlandse gemeente Oisterwijk in de provincie Noord-Brabant.

## Geschiedenis
Het grootseminarie werd door de nazi’s Das Sanatorium genoemd. In het totaal zijn er vier kampcommandanten geweest. Van 8 december 1941 tot 1 februari 1944 had SS-Obersturmführer (eerste luitenant) Heinrich Wacker als SD'er de leiding over het kamp. In het kamp kwamen twee groepen gevangenen terecht. Zeker 1800 mensen werden gevangengezet voor Untersuchung. Slechts enkelen van hen zijn vrijgelaten. Verder was er een groep van rond de 1400 gevangenen die vastzaten voor Grenzübertritt. Dat waren gepakte gezochten waaronder verzetsmensen, piloten, parachutisten, ontsnapte gevangenen en onderduikers. Daarnaast verbleven er in het kamp rond de 600 gijzelaars. Onder de groep Grenzübertritt waren ook tientallen tijdens het Englandspiel opgepakte Nederlandse agenten. Op 31 augustus 1943 wisten twee van hen (Ben Ubbink en Pieter Dourlein) uit kamp Haaren te ontsnappen. Zij slaagden erin de Britten te waarschuwen dat het hele Nederlandse marconistennetwerk in Duitse handen was. 
Op de dag voor Dolle Dinsdag (5 september 1944) werd het kamp ontruimd en werden de gevangenen naar Kamp Vught gebracht. Gijzelaars zonder papieren werden vrijgelaten. De resterende 2800 mannen werden naar Sachsenhausen gedeporteerd; 650 vrouwen werden naar Ravensbrück gebracht. Het is onbekend hoeveel van deze mensen de oorlog hebben overleefd.

## Gijzelaars
De Duitse bezetters meenden het verzet te kunnen indammen en afschrikken door gevangenname van gijzelaars. Als gijzelaars werden mannen opgepakt die door de Duitsers gezien werden als gerespecteerde leiders in kringen waar ook verzetsstrijders uit gerekruteerd zouden zijn.
In het gebouw van het grootseminarie in Haaren zaten tussen 13 juli 1942 en begin 1943 ongeveer 600 min of meer bekende Nederlanders, onder wie de latere minister-president Jan de Quay, de reder Willem Ruys, de latere hoge Brusselse ambtenaar Max Kohnstamm, de schrijver Jan Campert, de componist Hendrik Andriessen, de concertpianist Willem Andriessen, de goochelaar Henri Nolles, de cabaretier Lou Bandy en de komiek en revue-artiest Buziau. Woordvoerder was Jan Goudriaan (president-directeur van de Nederlandse Spoorwegen).
Onder de gijzelaars waren 150 leiders van ondernemingen, 133 mensen uit de vrije beroepen, 60 hoogleraren, leraren en onderwijzers, 103 ambtenaren, 60 geestelijken, 3 vakbondsleiders en 5 studenten. Tweemaal, op 15 augustus 1942 en op 16 oktober 1942, werden gijzelaars uit Haaren gefusilleerd - in totaal 85 personen.

## Bekende gevangenen
- Leonie Overgoor
- Hanny van Rossum-Krijgsman
- Mientje Proost
- Hetty van der Togt

## Gedenkplaats
Sedert 2000 is er aan de Raamse Akkers te Haaren de gedenkplaats 1940-1945 voor voormalig Kamp Haaren. Zij bevindt zich in de hal voor de kapel van het voormalige instituut Haarendael. De gedenkplaats bestaat uit verschillende onderdelen. Naast een plaquette, zijn er documenten, foto’s en voorwerpen te zien. Verder is er een bronzen beeld van een zittende man met een boek. Op de voet van dat beeld staat:

Standvastigh is ghebleven, mijn hert in teghenspoed.